# Carlos Luis del Palatinado
Carlos Luis del Palatinado  (nacido el 5 de octubre de 1658 en Schwetzingen , † 12 de agosto de 1688 en Negroponte) fue un noble alemán y general veneciano.

## Biografía
Karl Ludwig era el hijo mayor del elector Carlos I Luis del Palatinado (1617-1680) de su segundo matrimonio morganático con Luise (1634-1677), hija de Christoph Martin von Degenfeld. El título de Raugrafen (Conde) fue creado en el año del nacimiento de Karl Ludwig para su madre y también fue otorgado a Karl Ludwig y a los otros doce hijos de este matrimonio.
Karl Ludwig se parecía a su padre y fue favorecido por su medio hermano mayor Karl. En 1670 Karl Lutz recibió de su padre Burg Streichenberg y Stebbach. Tuvo una relación muy estrecha con su media hermana Lieselotte von der Pfalz. Él fue, entre otros hermanos, se dirigió a sus numerosas cartas, los acompañó al Padre con motivo de su matrimonio con Estrasburgo y la visitó en la corte de Versalles, en la que los apoyó en sus disputas con los favoritos de su marido.
En Hannover, el considerado atractivo Karl Ludwig tuvo una relación con la princesa Sophie Dorothea y, por lo tanto, tuvo que abandonar el patio. Su media hermana más tarde informó al respecto: "Karl Ludwig me hace odiar a la princesa por encima de todo, porque si no lo hubiera perseguido con su maldita coquetería, se habría quedado en Hannover y no perecería". 
Karl Ludwig era general en los servicios venecianos y murió en el asedio de Negroponte (ahora Chalkida), donde sirvió como comandante de tres regimientos de Wuerttemberg, falleció por una fiebre. 
- Datos: Q1732234